# John Clifford
John Clifford, född 16 oktober 1836 och död 20 november 1923, var en brittisk predikant och socialpolitiker.
Clifford var pastor vid Westbourne park church i London 1858-1915, och ordförande i flera stora baptist- och frikyrkosammanslutningar. Han var en ansedd predikant och författare till flera skrifter i religiösa och sociala ämnen. Som politiker tillhörde han det liberala partiet och är särskilt känd för sin kamp mot en skollag av 1902, vars konsekvenser för den religiösa undervisningen han ogillade (The fight for education, 1902). Till svenska finns översatt hans Frikyrka eller statskyrka (1911).